# Ruwenzorisorex suncoides
Genre
Espèce
Statut de conservation UICN

 VU B2ab(iii) : Vulnérable
Ruwenzorisorex suncoides est la seule espèce du genre Ruwenzorisorex. Cette musaraigne est un petit mammifère insectivore de la famille des Soricidés. C'est une espèce menacée.